# Новоалександровський район
Новоалександровський район (рос. Новоалександровский район) — адміністративна одиниця Ставропольського краю Російської Федерації.
Адміністративний центр — місто Новоалександровськ.

## Адміністративний поділ
До складу району входять одне міське та 11 сільських поселень:
1. Місто Новоалександровськ
2. Горьковська сільрада — селище Горьковський
3. Григорополіська сільрада — станиця Григорополіська
4. Станиця Кармаліновська
5. Краснозоринська сільрада — селище Краснозоринський
6. Присадова сільрада — селище Присадовий
7. Радузька сільрада — селище Радуга, селище Ліманний
8. Раздольненська сільрада — село Раздольне
9. Станиця Расшеватська
10. Свєтлинська сільрада — селище Світле
11. Теміжбецька сільрада — селище Теміжбецький
12. Красночервонна сільрада — хутір Красночервонний, хутір Чапцев